# Wapen van West-Friesland

Wapen van West-Friesland

Het wapen van West-Friesland heeft als kleur azuur en op het wapen staan twee gaande, aanziende leeuwen van goud en vijf gouden blokjes. Het wapen komt overeen met de vlag van West-Friesland. Het wapen van West-Friesland heeft een gezamenlijke geschiedenis met het wapen van Friesland. Echter rond 1580 kwam er een duidelijk onderscheid in de wapens. Na de afzwering van Filips II wilden de Staten van West-Friesland een eigen provincie vormen. Het wapen van Friesland werd toen aangepast door de zeven gouden blokjes terug te brengen naar vijf blokjes en door deze zilver te maken. In 1586 werden de leeuwen voor het eerst aanziend afgebeeld en in de loop van de 18e eeuw werden de vijf blokjes weer goud.
Thans is het wapen van West-Friesland terug te vinden in het wapen van Noord-Holland.